# Gutshaus Büttnershof

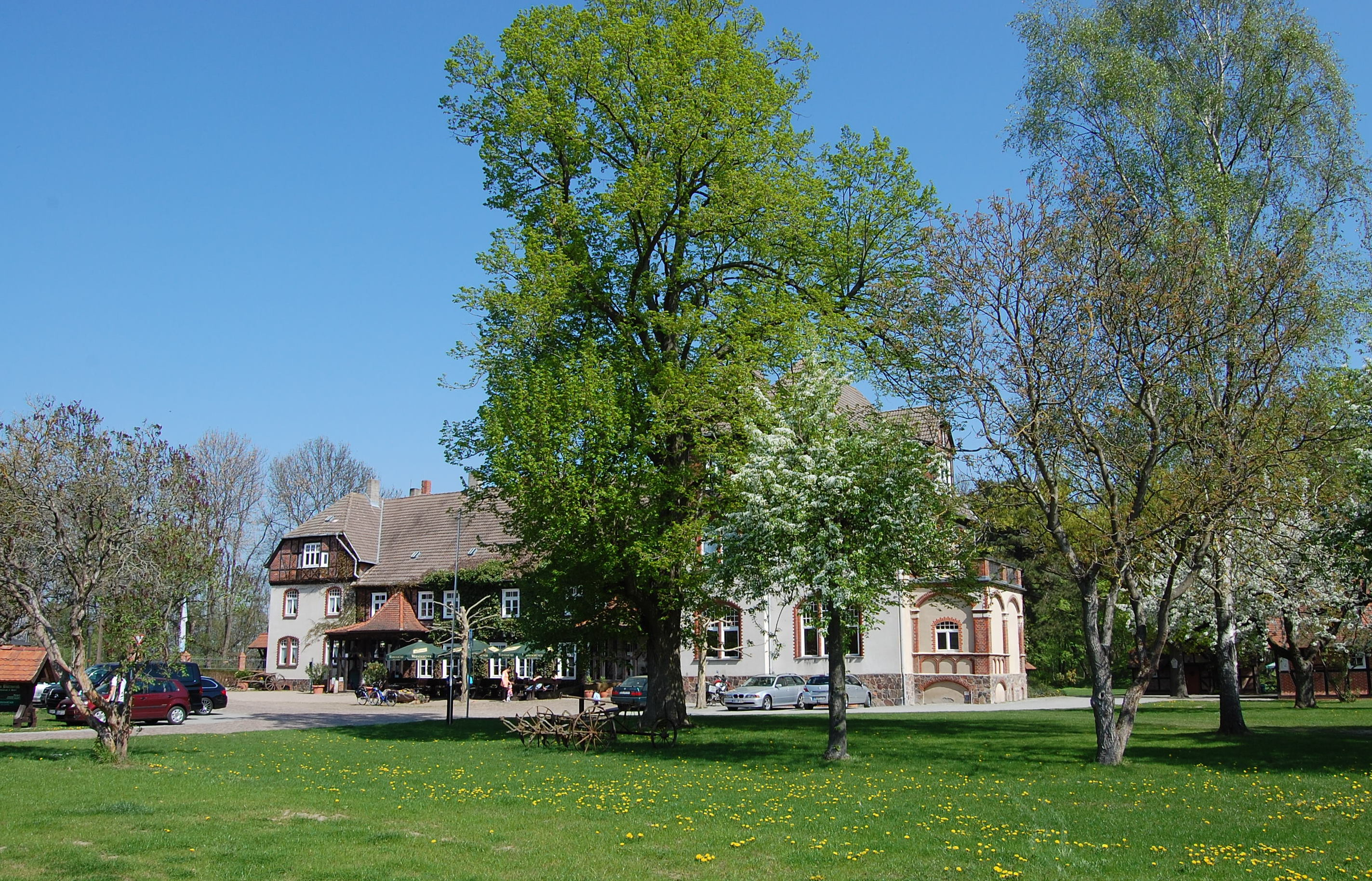
Gutshaus Büttnershof, 2011

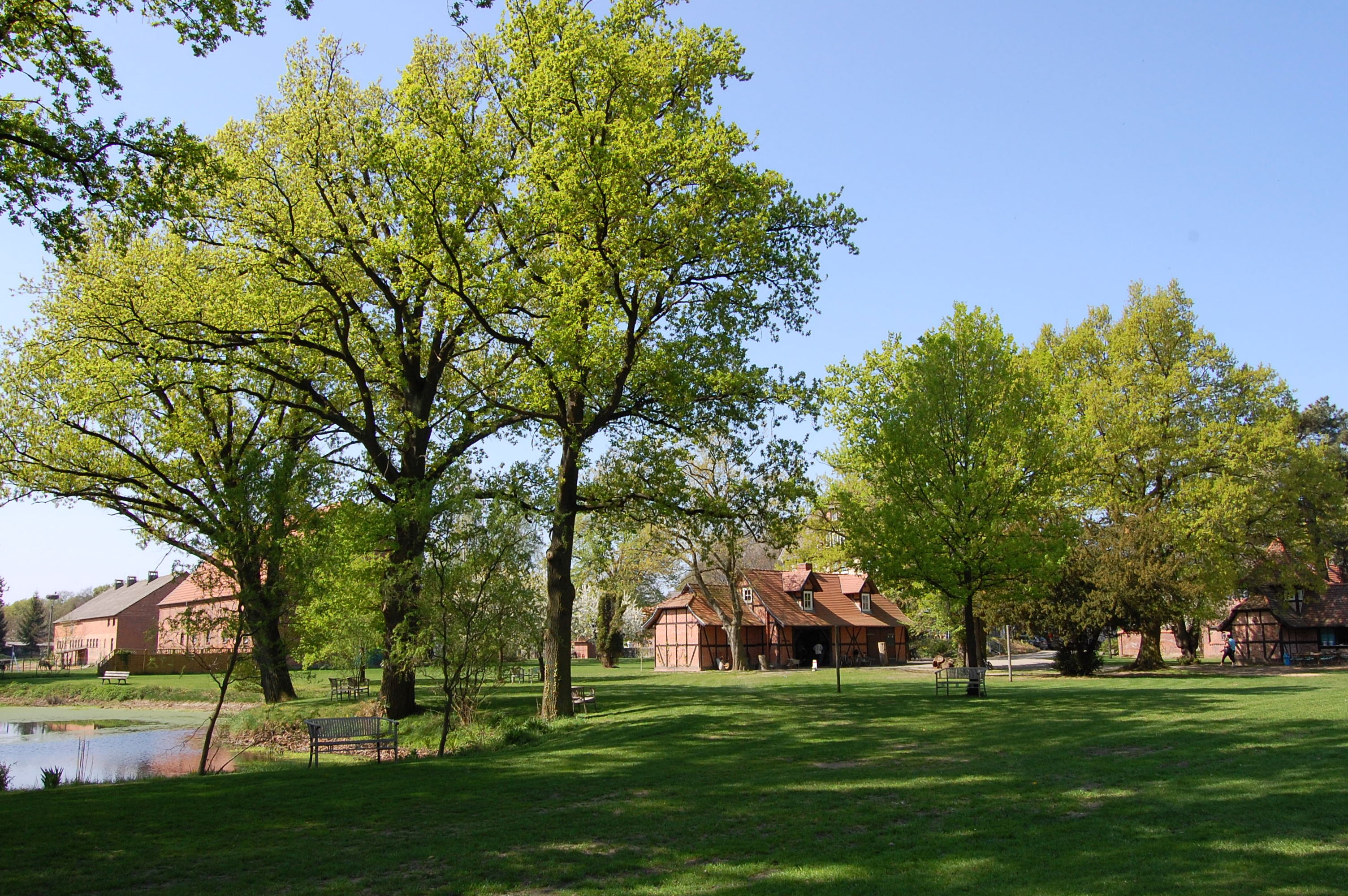
Blick durch den Gutspark auf Wirtschaftsgebäude

Das Gutshaus Büttnershof ist ein Gutshaus im zur Gemeinde Iden gehörenden Ortsteil Büttnershof in der Altmark in Sachsen-Anhalt und gehörte zum Rittergut Büttnershof.

## Geschichte
Die Geschichte des Guts selbst geht bis ins 15. Jahrhundert zurück. Es befand sich von 1441 bis nach 1686 im Besitz der von Stölting. Im Jahr 1693 erwarb Christian Büttner zwei Höfe, die später dem Gut den Namen gaben, 1721 Büttners Höfe. Spätere Eigentümer waren ab 1775 die Familien Gansauge, von 1822 bis 1839 die von Lobenthal und ab 1839 von Lucke. Der Rittergutsbesitzer Rudolf Wilhelm von Lucke hatte in die Familie von Katte in Hohenkamern eingeheiratet. Das Gut vererbte er an Helmuth von Lucke, einen Neffen mütterlicherseits, der sich nach der Adoption von Lucke von Katte nannte, was er später zu von Katte von Lucke änderte.
Das ursprüngliche Herrenhaus, ein zweigeschossiger siebenachsiger Fachwerkbau, ist 1750 errichtet worden. 1895 wurden zwei dreigeschossige Flügel angebaut. Die Wirtschaftsgebäude des 19. Jahrhunderts umschließen einen großzügig angelegten Vierseithof, dessen Nordseite das Gutshaus abschließt.
Im Zuge der Bodenreform in der Sowjetischen Besatzungszone wurde das Gut der Familie von Katte von Lucke mit 431,5 Hektar enteignet und aufgeteilt. Davon gingen 200 Hektar an den Bodenfonds. Im Jahre 1948 hatten aus der Bodenreform in Sandauerholz und Büttnershof zusammen 54 Vollsiedler jeder über 5 Hektar, 12 Kleinsiedler jeder unter 5 Hektar Land erhalten. Im Jahre 1953 entstand in Büttnershof eine Landwirtschaftliche Produktionsgenossenschaft vom Typ III, die LPG „Freier Wille“.
Nach 1945 wurden im Gutshaus Wohnungen, eine Schule, sowie Gemeinde- und LPG-Büros untergebracht.
Nach der politischen Wende wurde das Gebäude im Jahr 1992 an eine Privatperson verkauft und saniert. Auch der die Gutsgebäude umgebende 3,5 Hektar große Gutspark wurde in einen gepflegten Zustand gebracht. Das Haus wird als Gastronomie- und Beherbergungsbetrieb genutzt.